# Siderium
| Äon                                      | Ära                                                 | Periode    | ≈ Alter (mya) |
| später                                   | später                                              | später     | jünger        |
| ---------------------------------------- | --------------------------------------------------- | ---------- | ------------- |
| P r o t e r o z o i k u m Dauer: 1959 Ma | Neoproterozoikum Jungproterozoikum Dauer: 459 Ma    | Ediacarium | 541 ⬍ 635     |
| P r o t e r o z o i k u m Dauer: 1959 Ma | Neoproterozoikum Jungproterozoikum Dauer: 459 Ma    | Cryogenium | 635 ⬍ 720     |
| P r o t e r o z o i k u m Dauer: 1959 Ma | Neoproterozoikum Jungproterozoikum Dauer: 459 Ma    | Tonium     | 720 ⬍ 1000    |
| P r o t e r o z o i k u m Dauer: 1959 Ma | Mesoproterozoikum Mittelproterozoikum Dauer: 600 Ma | Stenium    | 1000 ⬍ 1200   |
| P r o t e r o z o i k u m Dauer: 1959 Ma | Mesoproterozoikum Mittelproterozoikum Dauer: 600 Ma | Ectasium   | 1200 ⬍ 1400   |
| P r o t e r o z o i k u m Dauer: 1959 Ma | Mesoproterozoikum Mittelproterozoikum Dauer: 600 Ma | Calymmium  | 1400 ⬍ 1600   |
| P r o t e r o z o i k u m Dauer: 1959 Ma | Paläoproterozoikum Altproterozoikum Dauer: 900 Ma   | Statherium | 1600 ⬍ 1800   |
| P r o t e r o z o i k u m Dauer: 1959 Ma | Paläoproterozoikum Altproterozoikum Dauer: 900 Ma   | Orosirium  | 1800 ⬍ 2050   |
| P r o t e r o z o i k u m Dauer: 1959 Ma | Paläoproterozoikum Altproterozoikum Dauer: 900 Ma   | Rhyacium   | 2050 ⬍ 2300   |
| P r o t e r o z o i k u m Dauer: 1959 Ma | Paläoproterozoikum Altproterozoikum Dauer: 900 Ma   | Siderium   | 2300 ⬍ 2500   |
| früher                                   | früher                                              | früher     | älter         |

Das Siderium ist ein chronostratigraphisches System und eine geochronologische Periode der Geologischen Zeitskala. Es ist das erste System bzw. die erste Periode des Proterozoikums. Es begann vor 2,5 Milliarden Jahren und endete vor 2,3 Milliarden Jahren, dauerte also 200 Millionen Jahre. Es folgt auf das Neoarchaikum und geht dem Rhyacium voraus.

## Namensgebung und Definition
Der Name ist abgeleitet von gr.  σίδηρος – sídēros = Eisen und spielt auf die in dieser Zeit weltweit gebildeten Bändererze an. Die Entstehung dieser Bändererze erreichte im frühen Siderium ihren Höhepunkt.
Beginn und Ende des Sideriums sind nicht durch GSSPs definiert, sondern durch GSSAs (Global Stratigraphic Standard Ages), das heißt auf meist volle 100 Millionen Jahre gerundete Durchschnittswerte radiometrischer Datierungen.

## Bändererze

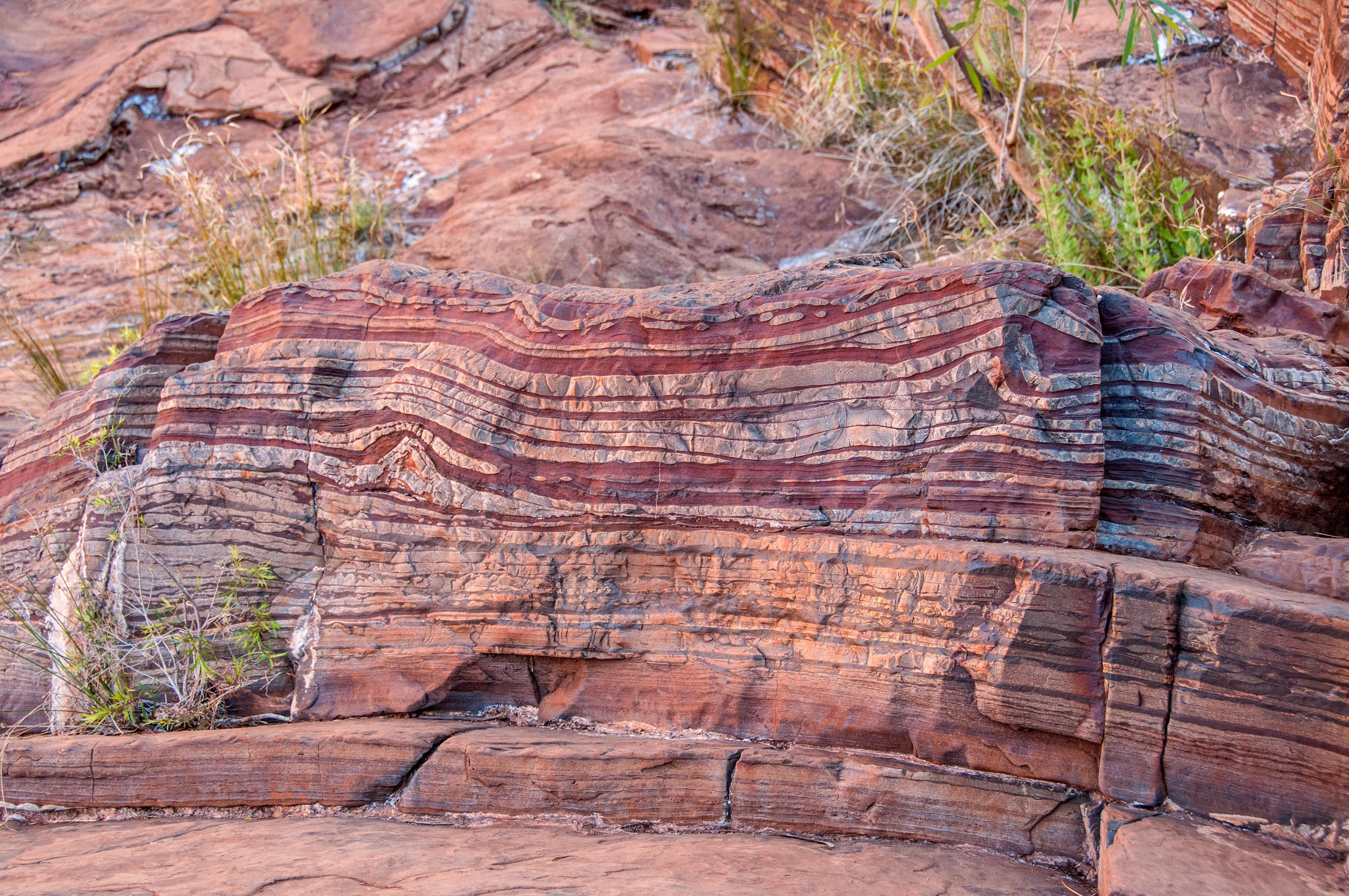
Bändererz in der Dales Gorge, Hamersley Range

Die namensverleihenden Bändererze (Englisch banded iron formation oder abgekürzt BIF) können nur bei sehr geringen Sauerstoffkonzentrationen in der Erdatmosphäre bzw. im Ozeanwasser gebildet werden. Es wird angenommen, dass anaerobische Algen Sauerstoff als Stoffwechselprodukt absonderten, welcher sich dann mit dem im Meerwasser enthaltenen, zweiwertigen Eisen zum Eisenoxid  Magnetit (Fe3O4) verband, der zu Boden sank. Dieser Ausfällprozess entfernte das Eisen aus den Meeren, so dass ihre vormals grüne Färbung verschwand. Nachdem das Eisen im Meer durch diese Reaktion aufgebraucht war, reicherte sich der Sauerstoff in der Erdatmosphäre an, bis sich das heutige, sauerstoffreiche Niveau eingestellt hatte. Die Sauerstoffanreicherung in der Erdatmosphäre wird auch als Große Sauerstoffkatastrophe bezeichnet, welche möglicherweise die dann die vor ca. 2400-2300 Millionen Jahren einsetzende Paläoproterozoische Vereisung verursachte.

### Beispiele für Bändererz-Formationen
- Brasilien:

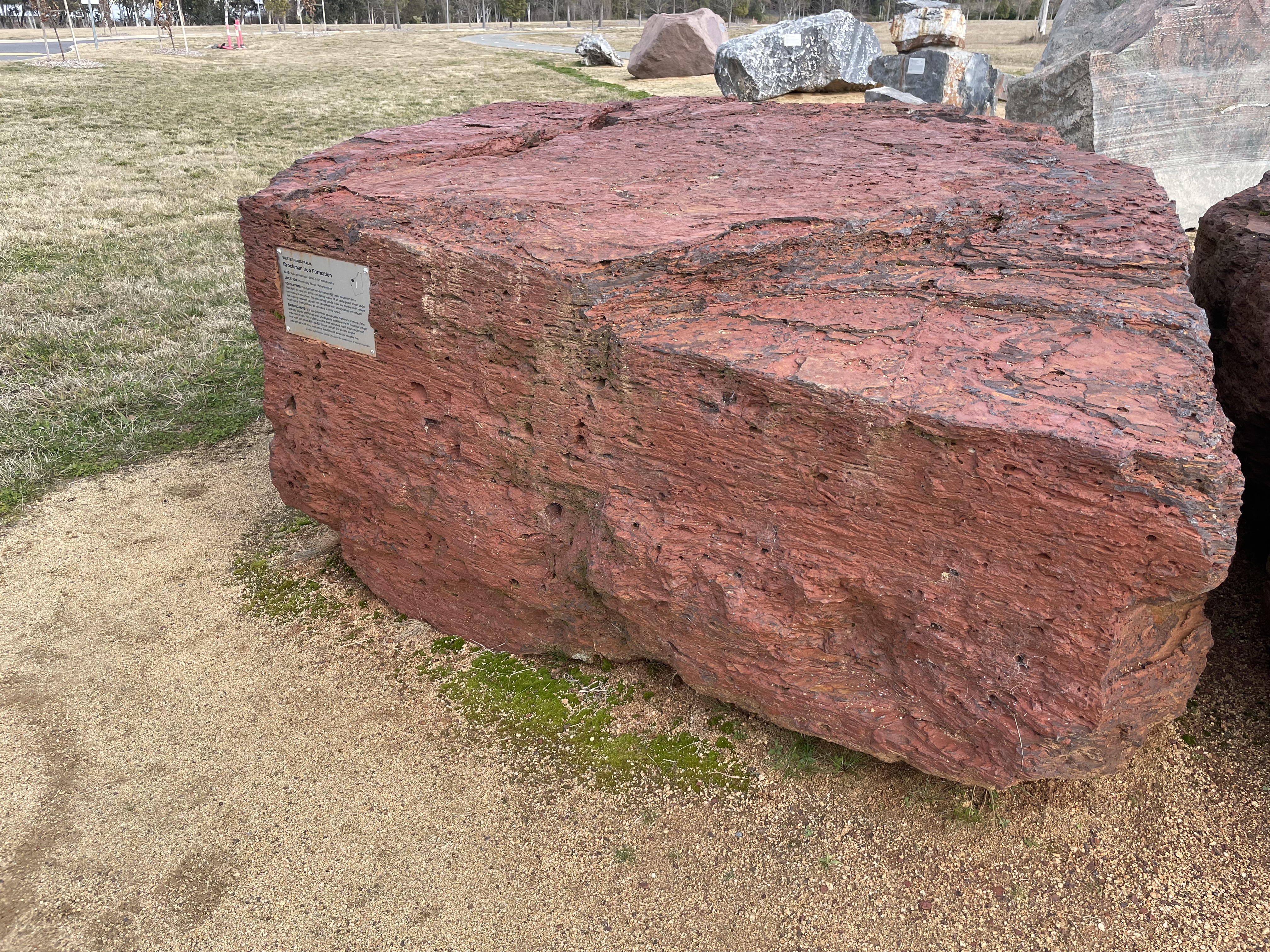
Brockman Iron Formation im National Rock Garden bei Canberra

  - Cauê Banded Iron Formation der Itabira Group, Minas Supergroup – 2580 bis 2420 Millionen Jahre vor heute
- Südafrika:
  - Asbestos-Hills-Subgroup (Afrikaans Asbesheuwels) der Ghaap Group – 2489 bis 2480 Millionen Jahre vor heute
  - Penge-Formation und Griquatown-Formation der Chuniesport Group – 2465 bis 2432 Millionen Jahre vor heute
  - Kuruman Iron Formation der Campbellrand Subgroup – um 2465 Millionen Jahre vor heute
- Westaustralien:
  - Marra Mamba Iron Formation, weltweit älteste Bändererzformation – 2630 Millionen Jahre vor heute
  - Brockman Iron Formation im Hamersley-Becken – 2469 (2475 bis 2463) Millionen Jahre vor heute
  - Boolgeda Iron Formation – ca. 2430 Millionen Jahre vor heute

## Paläoproterozoische Vereisung
Anhand der in einem Rift-Zusammenhang abgelagerten Huronian Supergroup lassen sich insgesamt drei Intervalle für die paläoproterozoische Vereisung erkennen. Diese drei Intervalle finden ihren Ausdruck in der Ramsay Lake Formation (auch Ramsey Lake), in der Bruce-Formation und in der Gowganda-Formation – wobei die Gowganda-Formation bereits ins Rhyacium bzw. Oxygenium fällt.
Glazigene Ablagerungen treten zu diesem Zeitpunkt auch in Australien, Finnland, Indien und in Südafrika auf. Dass die Eismassen bis auf niedere Breiten herabreichten, ist offensichtlich anerkannt, ob es sich aber um eine Schneeballerde handelte, ist umstritten. Dennoch muss das Ausmaß der Vereisung beträchtlich gewesen sein, da Gletscherablagerungen mit Gesteinen tropischer bis subtropischer Environments (wie beispielsweise Karbonate, Red Beds und Evaporite) assoziiert waren.
Dies wird auch von stark negativen δ13C-Werten (bis herab auf – 15 ‰ in Diamiktiten und Cap Carbonates) bekräftigt. Auch etwas weniger stark negative δ13C-Werte aus Karbonaten der Turee Creek Group deuten nach wie vor auf eine bedeutende globale Vereisung hin.
Im Gegenzug verweisen kräftig positive δ13C-Werte aus karbonatischen Lagen der Duitschland-Formation, welche sich mit glazigenen Diamiktiten verzahnen, auf ein Präludium der dann später, vor 2250 bis 2060 Millionen Jahren erfolgenden globalen Lomagundi-Jatuli-Isotopenexkursion oder zumindest auf ein Ungleichgewicht zwischen organischer Kohlenstoffproduktion und Kohlenstoffabfuhr. Dieser gestörte Kohlenstoffkreislauf hatte sich während der Vereisungen eingestellt.
In der Minas Supergroup Brasiliens liegen 2420 ± 19 Millionen Jahre alte Karbonate der Gandarela-Formation auf Bändererzen der unterlagernden Cauê Banded Iron Formation. Sie zeigen weder lithologische Merkmale noch Kohlenstoffisotopenwerte, die beide auf eine Vereisung hinweisen würden. Offensichtlich war Brasilien von der Vereisung verschont geblieben.
Das Ende der Vereisungen situiert sich bereits im Rhyacium bzw. im Jatulium vor 2222 ± 12 bis 2209 ± 15 Millionen Jahren.

### Beispiele für die Paläoproterozoische Vereisung
- Quirke Lake Group in Ontario – 2330 bis 2275 Millionen Jahre vor heute
  - Bruce-Formation – 2330 bis 2315 Millionen Jahre vor heute
- Hough Lake Group – 2390 bis 2330 Millionen Jahre vor heute
  - Ramsay-Lake-Formation – 2390 bis 2375 Millionen Jahre vor heute
- Pretoria Group in Südafrika – zwischen 2320 und 2184 Millionen Jahre vor heute:
  - glazigene Upper-Timeball-Hill-Formation – 2316 ± 7 Millionen Jahre vor heute
  - glazigene Boshoek-Formation – um 2320 Millionen Jahre vor heute
- Makganyene-Formation der Postmasburg Group in Südafrika – Diamiktit – zwischen 2415 und 2222 Millionen Jahren vor heute
- Turee Creek Group in Westaustralien – 2450 bis 2200 Millionen Jahre vor heute
  - Kazput-Formation – 2310 Millionen Jahre vor heute

## Meeres-Geochemie
Rouxel u. a. (2005) konstatieren für die Periode vor 2400 bis 2300 Millionen Jahren einen starken Anstieg im Sauerstoffgehalt der Erdatmosphäre. In etwa gleichzeitig (vor ca. 2300 Millionen Jahren) beobachten sie in den Ozeanen einen Anstieg der δ56Fe-Werte um bis zu 3 ‰ gegenüber dem Archaikum. Bis auf den heutigen Tag liegen die δ56Fe-Werte nicht mehr unter – 0,5 ‰, wohingegen sie im Archaikum noch bis – 3,5 ‰ sinken konnten. Die Autoren erklären diesen Sachverhalt mit der Etablierung ozeanischer Tiefenschichtung ab 2300 Millionen Jahren vor heute und einem Anstieg der Sulfidfällung gegenüber der Eisenoxidfällung. Um Null liegende oder leicht positive δ56Fe-Werte sind charakteristisch für Meerwasser unter einer sauerstoffhaltigen Erdatmosphäre.
Die Zunahme der δ56Fe-Werte vor 2500 und 2300 Millionen Jahren interpretieren Johnson und Kollegen (2008a) als eine Beeinträchtigung der Dissimulatorischen Eisenreduzierung (engl. Dissimulatory Iron Reduction oder abgekürzt  DIR) und somit ihren verringerten Einfluss auf die Eisenzyklierung im offenen Meerwasser. Dies hatte wiederum steigende Sulfidkonzentrationen zur Folge – herbeigebracht durch gestiegene bakterielle Sulfatreduktion (engl. bacterial sulfate reduction oder BSR). Die wahrscheinliche Folge der gestiegenen Sulfidkonzentration war eine Titration reaktiven Eisens und somit dessen Unverfügbarkeit zur Aufrechterhaltung der DIR.
Mit Beginn des Paläoproterozoikums war es vor rund 2400 Millionen Jahren zu einem Anstieg der Sulfatkonzentration im Meerwasser gekommen, erkennbar an den δ34S-Werten. Dies führte im Verlauf der bakteriellen Sulfatreduktion (BSR) zu recht bedeutenden Schwefelisotopenfraktionierungen mit Sulfat im Überschuss. Die Sulfatkonzentrationen blieben aber bei 1 bis 2 Millimol pro Liter und waren wesentlich niedriger als die heutigen Konzentrationen von 28 Millimol pro Liter.
Als Ursache wird die jetzt verstärkte oxidative Verwitterung auf den Kontinenten angesehen. 2322 ± 15 Millionen  Jahre alte Gesteine, die keine Sulphur-Mass Independent Fractionation (S-MIF – Massenunabhängige Fraktionierung von Schwefel) aufweisen, deuten darauf hin, dass die Sauerstoffkonzentration in der Erdatmosphäre zu diesem Zeitpunkt bereits den Wert von 10−5 PAL überschritten hatte. Gleichzeitig werden sehr stark negative δ13C-Werte in der Lower-Timeball-Hill-Formation Südafrikas als ein definitiver Hinweis auf die Gegenwart von Sulfat (Anhydrit) im Meerwasser sowie dessen bakterielle Reduktion angesehen.

## Magmatismus

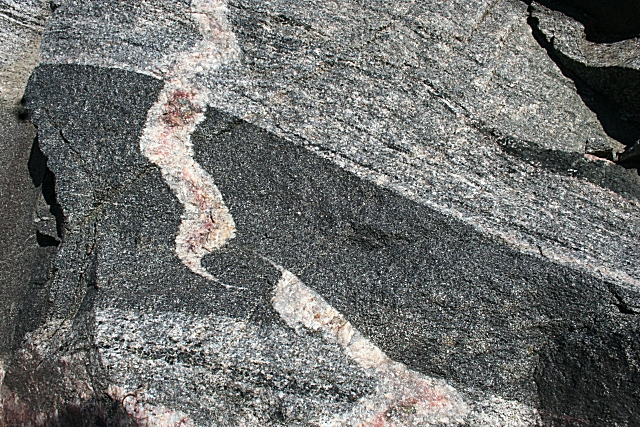
Amhibolitfazieller Scourie dyke, eingedrungen in Gneise des Badcallians. Beide Gesteinstypen werden von einem späteren granitischen Gang durchsetzt.

- Vor ca. 2500 bis 2475 Millionen Jahren dringt in den Superior-Kraton der tholeiitische und komatiitische Mistassini-Gangschwarm ein. Mit mehr als 70.000 Quadratkilometer Oberflächenausdehnung kann er als eine Large Igneous Province (abgekürzt LIP) eingestuft werden. Heaman (1994) ermittelte ein Intrusionsalter von 2470 Millionen Jahren.[16]
- Ihm folgt laut Heaman (1995)[17] vor 2473 bis 2446 Millionen Jahren der Matachewan-Gangschwarm (Fahrig und West datierten diesen auf 2470 bis 2450 Millionen Jahre vor heute[18]). Auch er stellt eine LIP dar und ist mit 250.000 Quadratkilometer fast viermal so groß wie der Mistassini-Gangschwarm, mit dem er genetisch in Verbindung gebracht werden kann. Er intrudierte den Superior-Kraton im Gebiet zwischen dem Oberen See und James Bay.
- Im Hebriden-Terran Schottlands dringen vor 2418 bis 2375 Millionen Jahren die doleritischen Scourie dykes in das Grundgebirge des Lewisians ein.
- Vor ca. 2410 Millionen Jahren erfolgt die Gangschar-Intrusion der Widgiemooltha Dyke Suite in den Yilgarn-Kraton. Nur unwesentlich später intrudieren vor ca. 2408 Millionen Jahren die Sebangwa Poort dykes in den Zimbabwe-Kraton. Eine mögliche Nachbarschaft der beiden Kratone wird vermutet.[19]

## Meteoritenkrater
In Karelien entstand möglicherweise vor rund 2400 Millionen Jahren der bisher älteste bekannte Meteoritenkrater von Suavjärvi.

## Stratigraphie und Lagerstätten

### Bedeutende Sedimentbecken und geologische Formationen
- Minas Supergroup im Osten Brasiliens – 2610/2580 bis 2420 Millionen Jahre vor heute
- Chocolay Group am Lake Superior:
  - Enchantment Lake Formation – 2317 ± 6 Millionen Jahre vor heute
- Hurwitz Supergroup des Hearne-Kratons in Nunavut – 2450 bis 2111 Millionen Jahre vor heute
- Huronian Supergroup im Osten Ontarios – 2450 bis 2219 Millionen Jahre vor heute
  - Quirke Lake Group – 2330 bis 2275 Millionen Jahre vor heute
    - Serpent-Formation
    - Espanola-Formation
    - Bruce-Formation – 2330 bis 2315 Millionen Jahre vor heute

  - Hough Lake Group – 2390 bis 2330 Millionen Jahre vor heute
    - Mississagi-Formation
    - Pecors-Formation
    - Ramsay-Lake-Formation – 2390 bis 2375 Millionen Jahre vor heute

  - Elliot Lake Group – 2450 bis 2390 Millionen Jahre vor heute
    - Copper Cliff Rhyolite – 2414 bis 2377 Millionen Jahre vor heute
    - McKim-Formation
    - Matinenda-Formation
- Transvaal-Becken in Südafrika – 2670 bis 1900 Millionen Jahre vor heute
  - Transvaal Supergroup
    - Pretoria Group
      - Hekpoort-Formation
      - glazigene Upper-Timeball-Hill-Formation – 2316 ± 7 Millionen Jahre vor heute
      - glazigene Boshoek-Formation – zwischen 2320 und 2184 Millionen Jahre vor heute
      - Lower-Timeball-Hill-Formation – 2322 ± 15 Millionen Jahre vor heute
      - Rooihoogte-Formation/Duitschland-Formation – um 2400 Millionen Jahre vor heute

    - Postmasburg Group
      - Makganyene-Formation – Diamiktit – zwischen 2415 und 2222 Millionen Jahre vor heute

    - Ghaap Group im Griqualand-West-Gebiet – 2669 ± 5 bis 2450 Millionen Jahre vor heute
      - Koegas-Formation (auch Koegas Subgroup) – 2415 ± 6 Millionen Jahre vor heute. Die Formation ist nicht glaziogen.

    - Chuniespoort Group  im Transvaal-Gebiet – 2588 ± 6 bis 2460 Millionen Jahre vor heute
- Animikie Group in den Vereinigten Staaten und in Kanada – 2500 bis 1800 Millionen Jahre vor heute
- Hamersley-Becken in Westaustralien
  - Hamersley Group – 2715 bis etwa 2400 Millionen Jahre vor heute
    - Woongarra Rhyolite – 2449 Millionen Jahre vor heute
    - Erste Bändererze um 2630 Millionen Jahre vor heute in der Marra Mamba Iron Formation

  - Mount Bruce Supergroup
  - Turee Creek Group
    - glazigene Kazput-Formation – 2420 Millionen Jahre vor heute
      - Meteorite Bore Member (Diamiktit) – jünger als 2449 Millionen Jahre vor heute, bis 2420 Millionen Jahre vor heute

## Geodynamik – Orogenesen
- Ostantarktis – Mawson-Kraton (Adélieland, Georg-V-Land) – 2500 bis 2420 Millionen Jahre vor heute. Retrogression von der Granulit-Fazies zur Amphibolit-Fazies. Um 2440 waren anatektische Bedingungen erreicht und es intrudierten folglich Monzogranodiorite, rosafarbene Granite und mafische Gänge.[20]
- In Nordamerika (Superior-Kraton) geht vor ca. 2500 Millionen Jahren die Algoman Orogeny (in Kanada Kenoran Orogeny) zu Ende. Entlang der Great Lakes Tectonic Zone (abgekürzt GLTZ) kollidierten der im Norden gelegene Superior-Kraton mit der von Süden andockenden Minnesota River Valley Subprovince. Nach erfolgter Kollision kam es ab 2500 Millionen Jahren vor heute zu orogenem Kollaps und Rifting.

## Grundgebirgsterrane
- Nördliche Borborema-Provinz im Nordosten Brasiliens, Médio Coreaú Domain (MCD): Granja-Komplex – 2350 bis 2270 Millionen Jahre. Das Terran besteht aus metatexitischen Orthogneisen tonalitischer und granodioritischer Zusammensetzung (TTG-Komplex), begleitet von hochgradigen Metamorphiten wie Kinzigiten, Charnockiten und Enderbiten.[21]
- Zentralbrasilianischer Schild
  - Bacajá Domain: 2359 Millionen Jahre vor heute
  - Tapajόs-Parima-Provinz:
    - Uatumã-Anauá Domain: 2354 Millionen Jahre vor heute
    - Tapajόs Domain: 2483 bis 2380 Millionen Jahre vor heute
- Guyana-Schild, Zentralbereich: 2350 Millionen Jahre vor heute
- Westafrika-Kraton, Elfenbeinküste: 2312 Millionen Jahre vor heute